# Jan Grzegorczyk
Jan Grzegorczyk (ur. 12 marca 1959 roku w Poznaniu) – polski pisarz, tłumacz, dziennikarz i redaktor.

## Życiorys
Studiował polonistykę na Uniwersytecie Adama Mickiewicza w Poznaniu (1978–1982). W latach 1982–2011 był pracownikiem dominikańskiego wydawnictwa „W drodze”. Od roku 2000 pracownik wydawnictwa Zysk i S-ka, w którym kieruje działem literatury polskiej, religijnej i sportowej. Publikował felietony w „Przeglądzie sportowym”. Przeprowadził wiele wywiadów, m.in. z Romanem Brandstaetterem, Janem Dobraczyńskim, ks. Janem Twardowskim, Zenonem Laskowikiem, o. Karolem Meissnerem. Jest autorem kilkunastu książek prozatorskich, a także biografii i wspomnień. Jest również redaktorem wielu książek, w tym autorstwa Romana Brandstaettera i o. Jana Góry. W swoim dorobku ma także scenariusze do filmów dokumentalnych.
Oprócz działalności pisarskiej i redakcyjnej, przez wiele lat, wespół z żoną, Justyną Grzegorczyk, dokonywał tłumaczeń dzieł innych twórców, głównie z języka angielskiego. Wśród jego przekładów znalazły się m.in. książki Henriego Nouwena.

## Twórczość

### Powieści (wybór)
- pentalogia Przypadki księdza Grosera
  - Adieu. Przypadki księdza Grosera (2003)
  - Trufle. Nowe przypadki księdza Grosera (2004)
  - Cudze pole. Przypadki księdza Grosera (2007)
  - Jezus z Judenfeldu. Alpejski przypadek księdza Grosera (2013)
  - Perła. Afrykański przypadek księdza Grosera (2016)

- Chaszcze (2009); kryminał
- Puszczyk (2012); kryminał

### Opowiadania i nowele
- Niebo dla akrobaty (2006)
- Pieśń słoneczna Róży Bluszcz (2009)

### Alia
- Każda dusza to inny świat (1998)
- O bogatym młodzieńcu, który nie odszedł zasmucony (2007)
- Święty i błazen (2014)
- Posłańcy uśmiechu (2018)

### Scenariusze filmowe
- Widziałem wielu Bogów (1997)
- Skrawek nieba (2002)
- Raj nieodzyskany

### Tłumaczenia (wybór)
- Nouwen Henri J. M., Wołanie o miłosierdzie: modlitwy z Genesee (1993)
- Nouwen Henri J. M., Zraniony uzdrowiciel (1994)
- Lefèvre Pierre, Jak zmienić swe życie? Wielkie prawdy w 100 małych opowiastkach (1994)
- Valles Carlos G., Odwaga bycia sobą (wspólnie z Justyną Grzegorczyk) (1995)
- Valles Carlos G., Sztuka wyboru (wspólnie z Justyną Grzegorczyk) (1996)
- Nouwen Henri J. M., Przekroczyć siebie (wspólnie z Justyną Grzegorczyk) (1997)
- Wangerin W., Księga Boga (wspólnie z Justyną Grzegorczyk) (1999)
- Nouwen Henri J. M., Kielich życia (wspólnie z Justyną Grzegorczyk) (2002)
- Churchill Winston S., Myśli i przygody (wspólnie z Justyną Grzegorczyk) (2003)